# Garnet Crow
Garnet Crow (ガーネット クロウ, Gānetto Kurou) fou una banda japonesa formada el 1999, de quatre integrants, i és també una de les bandes més populars del segell discogràfic Giza Studio. L'any 2013 anuncià la seva retirada. Diverses de les seves cançons foren utilitzades per la serie Detectiu Conan, quatre d'elles per a les d'inici, i sis per a les de tancament.

## Integrants
- Yuri Nakamura (中 村 由 利, Nakamura Yuri) (4 de juliol de 1977) 
 És la vocalista de la banda, i també s'encarrega de les composicions dels temes.
- Nana Azuki (azuki 七, azuki Nana) (29 de juliol, 19??) 
 L'encarregada del teclat, i també d'escriure les lletres de totes les cançons de la banda.
- Hitoshi Okamoto (冈本 仁志, Okamoto Hitoshi) (12 de juny de 1976) 
 El guitarrista de la banda.
- Hirohito Furui (古井 弘 人, Furui Hirohito) (7 de febrer de 1967) 
 També encarregat del teclat, a part de ser el responsable dels arranjaments per als temes.

## Biografia

### 1999 ~ 2001: first soundscope
Els quatre integrants del que seria aquesta banda es van conèixer el 1999, mentre tots estaven en un mateix estudi de gravació per diferents motius de feina. La Yuri era l'única "nova" a la indústria, ja que tots havien realitzat treballs musicals anterior a aquesta trobada. Malgrat això, la seva veu única d'un to més greu d'una dona, i la seva força com a compositora, van fer d'ella una contribució essencial per al posterior èxit que la banda aconseguiria. Hirohito Furui treballava anteriorment com a productor i era el músic més experimentat dels quatre integrants, de manera que des del començament va ser considerat com el líder de Garnet Crow. Nana Azuki i Hitoshi Okamoto també s'havien fet un nom en la indústria com a bons compositors i músics respectivament.
Els quatre eren músics actius en les diferents àrees que els competien en el procés de creació de música, i quant van descobrir que les seves idees tenien diversos factors comuns i en resum tots volien fer coses pràcticament iguals, van decidir formar una banda a la qual van anomenar Garnet Crow, i van començar a crear i gravar temes a l'interior d'un estudi anomenat red way studio. El nom de la banda era originalment Garnet(Grana), i posteriorment va ser afegit el Crow(Corb). Aquest nom va ser escollit del japonès Shinku no Karasu (Corb Grana), per donar una imatge entre misteriosa i atractiva, dit pels mateixos membres de la banda. En una entrevista a la qual van preguntar a membres la banda sobre com es van conèixer, ells van respondre que va ser per Omiai(és a dir per matrimoni arreglat). Però no amb la intenció que s'entengués com una cosa negativa, sinó amb un sentit de germanor.
En els seus inicis com a banda indie van arribar a llançar un Extended play el qual va ser titulat "first kaleidscope ~Kimi no Uchi ni Tsuku Made Zutto Hashitte Yuku~" sota el segell independent Tent House. Tot i que l'àlbum va estar lluny de convertir-se en èxit i va passar desapercebut a tot arreu, al cap de poc van ser trobats pel segell Giza Studio, i aconsegueixen un contracte com a banda major.
El març de l'any 2000 per al seu debút llancen dos senzills el mateix dia: " Mysterious Eyes " i " Kimi no Uchi ni Tsuku Made Zutto Hashitte Yuku ", el primer d'aquests és escollit per ser l'opening de la sèrie anime Detectiu Conan. Tots dos senzills per a sorpresa de tots debuten relativament bé a les llistes, en els llocs n º 20 i n º 40 d'Oricon, entre els dos superant les 70 mil unitats venudes. Després de llançar senzills com "Sen Ijou no Kotoba wo Narabete me ..." i " Futari no Rocket ", que van fer-ho regularment bé en matèria de vendes, el seu cinquè treball titulat "Natsu no Maboroshi", segon tema de la banda que és escollit per ser part de la banda sonora del Detectiu Conan com a desè ending, aconsegueix novament arribar a un nivell considerat d'"èxit" -segon single que aconsegueix entrar al Top 20 de les llistes nipones-, per Garnet Crow comença a fer-se un factor característic d'èxit el que els seus temes siguin part de l'anime. El seu següent senzill, "Flying", cançó principal del videojoc per a Playstation Tales of Eternia, aconsegueix arribar al lloc número 25 d'Oricon amb una molt baixa promoció, cosa que va marcar un final d'any relativament bo per al que va ser el primer any de la banda com major.
El seu primer llançament de l'any 2001, el seu primer àlbum major titulat " first soundscope ~ Mizu no nai Haret Umi i ~"-una versió millorada del que havia estat el seu primer àlbum indie, (per això mantenint el títol però canviant la llegenda), entra fort la primera setmana de llançament, debutant en el número 10 dels àlbums més venuts del Japó, èxit que li va donar al jove grup una major seguretat i solidesa, que va anar augmentant conforme el pas del temps, ja que desconeixien que el públic en general els coneguessin tant.
Amb la sortida dels seus següents senzills " Last love song "-tema principal de la sèrie de televisióBeat Takeshi no TV Tackle-i " Call my name ' '"-tema ending de l'anime Project Arms - van començar a baixar novament, fins que finalment el seu tema " Timeless Sleep "-també tema ending del mateix animi abans esmentat-ni tan sols aconsegueix entrar al cap de trenta més venuts la setmana del seu debút, de manera que des d'aquí va començar a prendre's el tema de la promoció dels senzills més seriosament.

### 2002: Sparkle
En matèria de promoció, el seu segell sempre va donar prioritat a altres dels seus artistes que els estava anant relativament millor, deixant de banda a la banda. La principal preocupació de Garnet Crow era la creació de nous temes i evolucionar per a cada vegada ser millors, deixant de banda presentacions als seus fanàtics i altres factors per ajudar a donar conèixer els seus treballs, cosa que va començar a prendre pes i va decidir millorar-se.
Durant tres mesos la banda no va llançar cap nou treball, fins que finalment va ser anunciat un nou senzill el març de 2002: " Yume Mita Ato de ", seu tercer tema escollit per fer d'ending de Detectiu Conan, concretament el catorzè, i el qual mai ningú va esperar que tingués l'èxit que finalment va aconseguir. Després d'algunes setmanes siguent l'ending de l'anime previs al llançament del single, finalment "Yume Mita Ato de" debuta en el número 6 d'Oricon, arribant a vendre finalment gairebé 100.000 còpies, és a dir, el senzill més reeixit de Garnet Crow aleshores. A causa de l'èxit la banda és convidada a presentar-se a la televisió per promocionar el seu senzill, això per primera vegada després de tres anys del seu debút. Tot aquest sobtat reconeixement i èxit els va valer que el seu segon àlbum titulat " Sparkle ~ Sujigaki-doori no Sky Blue ~" arribés al número 4 de les llistes en el seu llançament, venent més de 150 mil còpies, i alguns mesos després que el seu següent senzill " Spiral " arribés al número 7 de les llistes, tots gaudint de gran èxit i augmentant encara més la popularitat de la banda. Tot això els dona el coratge i valor per decidir-se a iniciar el LIVE TOUR 2002 - first livescope, la seva primera gira nacional per Japó, on aconsegueixen entrenament per fer concerts. A finals d'any acaben triomfant llançant un altre senzill més al mercat, " Crystal Cauge ", el qual va entrar igual que els seus dos singles llançats anteriorment dins del Top 10 de les llistes.
Molts li atribueixen que l'èxit aconseguit va ser principalment gràcies al Detectiu Conan, que sent una de les sèries animades més populars al Japó va ajudar a Garnet Crow, en un començament banda anònima, fins a arribar a la popularitat i èxit significatiu al país, així com fins i tot a nivell mundial gràcies a l'anime.

### 2003 i 2004: Crystallized i I'm waiting 4 you
Després de tot l'esgotador i també reconfortant any que va ser el 2002 per Garnet Crow, el 2003 disminueixen la seva activitat considerablement. El febrer d'aquest any llancen en format DVD el registre del que va ser la seva primera gira, i només van llançar dos senzills, i es van dedicar a fer el seu tercer àlbum d'estudi "CRYSTALLIZED ~ Kimi to iu Hikari ~", que va ser llançat al novembre, arribant al Top 5 i venent més de gairebé 90 mil unitats. Ja després d'això el nom de Garnet Crow estava completament afiatado en la cultura pop del Japó, i ja cap dels seus treballs posteriors podria considerar un fracàs, tots rondant sempre almenys els primers trenta primers posades dels més venuts del seu país.
L'any 2004 la banda comença la seva segona gira nacional anomenada "LIVESCOPE 2004 - Kimi to iu Hikari" en honor del seu àlbum previ, a part de llançar regularment nous temes com "Bokura Dake no Mirai"-tema principal del programa de televisió nipóSport !-, "Kimi wo Kazaru Hana wo Sakasou" i "Wasurezaki"-ambdós temes escollits per a ser part de bandes sonores de animis, la primera d'Monkey Turn i la segona com un altre ending per al Detectiu Conan-, que van gaudir d'èxit moderat superant cada un les vint mil còpies venudes. En aquest any ja les presentacions en televisió de cada un dels senzills que llançaven al mercat es va tornar habitual, marcant un rècord peak de presentacions en viu televisades des dels seus inicis. Les activitats per a la banda van començar a fer-se novament abundants, i ja el desembre llancen el seu quart àlbum d'estudi "I'm waiting 4 you", i ja les preparacions per a una gira en honor d'aquest per al següent any començaven.

### 2005: Aniversari
Com que el 2005 es complien cinc anys des de la primera aparició oficial de Garnet Crow, l'aniversari va ser molt celebrat. El seu primer senzill d'aquest any va ser " Kimi no Omoi Egaita Yume Atsumeru HEAVEN ", elmeru del títol entenent també en estar en katakana com la pronunciació de MÄR, en honor d'aquest anime on el seu tema va ser escollit per ser el primer opening. La seva data de llançament al mercat també contenia un missatge ocult, 18/05/2005, per ser el dotzè senzill de la banda, en el seu any n º 5.
En els mesos posteriors al llançament del seu senzill, influenciats pel seu segell discogràfic la banda llança el seu primer àlbum de remix és on els mateixos integrants van remesclar els temes, i també "le 5 eme anniversaire l'Histoire de 2000 a 2005", un documental en DVD que també va incloure la seva gira de "I'm waiting 4 you". A l'octubre llancen el seu primer àlbum de grans èxits titulat simplement Best, el qual va incloure tots els seus temes emblemàtics, a part de versions noves per a alguns temes. L'àlbum va ser tot un èxit, debutant en el número 4 de les llistes d'Oricon i venent finalment més de 100.000 còpies. Finalment el novembre llancen l'últim senzill de l'any, "Haredokei", segon tema de la banda que és part de l'anime MÄR (com a segon opening), que per cert és relativament popular i com a conseqüència també va fer relativament popular a la cançó.
En aquest punt de la carrera de la banda, ja han arribat a convertir-se en la font d'ingressos principal per al seu segell Giza Studio. Van declarar als mitjans que en els primers anys es van dedicar només a sembrar amb el seu treball dur, i que ara només s'estan dedicant a collir el fruit del seu esforç. Aquest any es converteix en el primer en què els integrants de la banda realment es relaxen, sent el primer any en què no llancen cap àlbum d'estudi, trencant la cadena de llançar un nou àlbum d'estudi cada any des del 2001.

### 2006:The Twilight Valley
Ja acabat l'aniversari i reprenent les activitats regulars, Garnet Crow torna a la rutina llançant un nou senzill l'1 de març de 2006, el qual va ser titulat " Rai Rai Ja ", títol que en kanjis entre els quals s'inclou un ascendència xinesa, vol dir El so del vent, en una versió romàntica i influenciada per escriptura oriental antiga -que de fet resulta impossible traduir-la de forma literal. El senzill, que expressa clarament la versatilitat de les melodies de la banda, i també del contingut de les seves lletres, va tenir un èxit regular en les llistes, arribant al lloc número 17.
Els seus dos següents senzills llançats al mercat, " Yume Hanabi " i " Koyoi Eden no Katasumi de " van ser utilitzats a l'interior de la sèrie MÄR com a temes d'opening i d'ending respectivament, tots dos aconseguint penetrar en el Top 15 de les llistes nipones, amb vendes rondant les vint mil còpies venudes. I un mes després de llançar un nou senzill titulat "Maboroshi", a l'octubre, la banda finalment llança el seu cinquè àlbum d'estudi-i el seu primer àlbum d'estudi en dos anys-, el qual va ser titulat " THE TWILIGHT VALLEY ", el seu primer disc que també va ser llançat en versió amb DVD. L'àlbum va arribar al n º 4 del més venut del Japó a la setmana del seu debút, superant per poc les vendes del seu anterior disc "I'm waiting 4 you".

### 2007
L'any 2007 va veure el llançament del primer senzill de doble cara A de la banda, dels temes "Kaze to RAINBOW" i "Kono Et wo Nobaseba", senzill que va ser llançat en dues versions diferents en les quals un dels temes era el principal. Amb aquest senzill també és la primera vegada que prenen complet control d'una sèrie d'anime, que va ser MÄR, on les dues cançons també van ser opening i ending respectivament. El senzill, llançat el febrer de 2007, va ser tot un èxit en vendes, debutant en el lloc número 6 de les llistes d'Oricon venent més de 30 mil còpies.
El seu segon senzill de l'any, "Namida no Yesterday", també marca una fita important relacionat amb els animes, en aquesta ocasió per ser el vintè opening del Detectiu Conan, que a més a més es converteix en el primer opening que Garnet Crow interpreta per a aquesta sèrie després de set anys, quan el seu single debút "Mysterious Eyes", va ser escollit amb aquest fi.
El seu tercer senzill en aquest mateix any, Sekai wa mawaru to iu keredo, també es relaciona amb l'anime, com a vint-i-vuitè ending de Detectiu Conan. El seu senzill entra a la llista de Oricon en la posició 10.

### 2008:Locks
El grup llança el seu primer disc en aquest any titulat LOCKS amb temes coneguts com a "Kaze to Rainbow", "Sekai wa Mawaru to iu Keredo" com a títols normals. Després apareixen dues versions noves en l'àlbum. Una d'elles és "Namida no Yesterday" que va ser utilitzat per l'anime Detectiu Conan com a opening, igual que el tema de la sèrie MÄR amb el títol "Kono et wo Nobaseba". Dins del disc apareix una nova cançó amb un vídeo promocional (PV) en el track número 4 del disc titulat "Mou Ichido waratte". El disc va ser tot un èxit amb llistes Oricon en el lloc 5.
Més tard surt un nou single que té com a títol Yume no Hitotsu del qual es van fer diversos vídeos amb nom Garnet TIME en el qual s'incloïa la cançó segona del single Love Lone Star amb imatges en la pàgina web. Aquest senzill va ser utilitzat per l'anime Golgo 13 com a final. El single va arribar a ser a la llista Oricon al lloc 10 i veient les expectatives comença una altra vegada a augmentar vendes.
Ja gairebé arribant al final de l'any treu el seu segon senzill el 2008 amb el títol Hyakunen no Kodoku. Amb aquest single no decideixen fer un anime, sinó que van directament al cinema amb la pel·lícula Shin Kyuuseisha Densetsu Hokuto no Ken Zero Kenshirou Tingues, com a final de la pel·lícula. El grup continua pujant vendes i amb aquest single es posiciona en el número 9 a la llista Oricon.
A finals d'aquest any preparen un nou DVD per al desembre, del concert que es va fer el 2007. Va tenir com a títol Garnet Crow Special live in Ninnaji.

### 2009:STAY ~ Yoake no Soul ~
En els inicis de l'any Garnet Crow fa una aturada momentania fins a l'abril on es fa públic un nou single titulat "Doing all right" amb una cançó inclosa anomenada "Nora". Aquesta cançó és emprada com a ending 33 de la sèrie Detectiu Conan aconseguint el lloc número 10 de la llista Oricon. Seguidament treuen un DVD titulat "Are You Ready To Lock On?! ~ livescope at the JCB Hall ~" de l'últim live. Més tard a mitjans de l'estiu del 2009 s'anuncien dos nous cd's, un és un single i l'altre un àlbum. El single titulat "Hana wa Saito Tada Yurete" que significa "Les flors en flor es balancegen", surt a mitjans d'agost. I al setembre surt l'àlbum "STAY ~ Yoake no Soul ~". El proper any Garnet Crow celebra el seu desè aniversari com a banda major.

### 10 anys
La banda Garnet Crow inicia la seva etapa dels 10 anys. Per a això van treure un disc BEST amb totes les cançons "single" incloent una d'elles per a la sèrie Detectiu Conan sent inclosa com opening de la sèrie número 28, titulada As the dew. Més tard es va anunciar com a nou single una cançó per a la pel·lícula 14 de Detectiu Conan  Over Drive del qual es va fer un petit teatre per promocionar el single simulant la desaparició del seu single. Evidentment, el single va ser robat per Kaito Kid.
A l'agost treuen un disc conceptual titulat "All Lovers" amb moltes de les cançons balades del grup. També un nou DVD de la gira dels 10 anys i realitzen un concert simfònic en un teatre.

## Discografia

### Àlbums
1. first soundscope ~ Mizu no nai Haret Umi i ~ (first soundscope ~ 水 の ない 晴れた 海 へ ~) (2001.01.31) # 6
2. Sparkle ~ Sujigaki-doori no Sky Blue ~ (Sparkle ~ 筋書き 通り の スカイ ブルー ~) (2002.04.24) # 4
3. CRYSTALLIZED ~ Kimi To iu Hikari ~ (CRYSTALLIZED ~ 君 という 光 ~) (2003.11.12) # 5
4. I'm waiting 4 you (2004.12.08) # 11
5. The Twilight Valley (04/10/2006) - 58.190 còpies venudes # 4
6. Locks (12/03/2008) # 5
7. STAY ~ Yoake no Soul ~ (STAY 〜 夜明け の Soul 〜) (30/09/2009)
8. Parallel Universe (2010.12.08)

#### Compilacions
- Best (26/10/2005) # 4
- Cool City Production Vol.8 Garnet Crow REMIXES (2004.01.21)
- THE BEST History of Garnet Crow at the crest ... (10/2/2010)
- All Lovers (2010.08.04) (Album Conceptual)

#### Indies
- first kaleidscope ~ Kimi no Uchi ni Tsuku Made Zutto Hashitte Yuku ~ (first kaleidscope ~ 君 の 家 に 着く まで ずっと 走っ て ゆく ~) (1999.12.04) àlbum indie

### Singles
1. Mysterious Eyes (2000.03.23) # 21 - Opening 7 del Detectiu Conan.
2. Kimi no Uchi ni Tsuku Made Zutto Hashitte Yuku (君 の 家 に 着く まで ずっと 走っ て ゆく) (2000.03.29) # 40
3. Futari no Rocket (二 人 の ロケット) (2000.05.17) # 53
4. Sennijou no Kotoba wo Narabete mateix ... (千 以上 の 言葉 を 並べ て も ...) (27/09/2000) # 55
5. Natsu no Maboroshi (夏 の 幻) (2000.10.25) # 22 - Ending 10 del Detectiu Conan.
6. Flying (2000.11.29) # 27
7. Last love song (2001.05.09) # 23
8. Call my name (08/08/2001) # 30
9. Timeless Sleep (2001.11.21) # 36
10. Yume Mita Ato de (夢みた あと で) (2002.03.13) # 8 - Ending 14 del Detectiu Conan.
11. Spiral (スパイラル, Supairaru) (2002.08.14) # 7
12. Crystal Gauge (クリスタル ゲージ) (2002.12.11) # 12
13. Nakenai Yoru mateix Nakanai Nansa me (泣けない 夜 も 泣かない 朝 も) (2003.07.23) # 14
14. Kimi to iu Hikari (君 という 光) (2003.09.10) # 7 - Ending 18 del Detectiu Conan.
15. Bokura Dake no Mirai (僕ら だけ の 未来) (2004.01.14) # 7
16. Kimi wo Kazaru Hana wo Sakasou (君 を 飾る 花 を 咲かそう) (2004.06.16) # 12
17. Wazurezaki (忘れ 咲き) (2004.11.17) # 15 - Ending 20 del Detectiu Conan.
18. Kimi no Omoi Egaita Yume Atsu Mar HEAVEN (君 の 思い描いた 夢 集 メル HEAVEN) (2005.05.18) # 9 - Opening 1 de MÄR.
19. Haredokei (晴れ 時計) (23/11/2005) # 17 - Opening 2 de MÄR.
20. Rai Rai Ja (籁 来 也) (01/03/2006) # 18
21. Yume Hanabi (梦 花火) (2006.07.05) # 12 - Opening 3 de MÄR.
22. Koyoi Eden no Katasumi d' (今宵 エデン の 片隅 で) (2006.08.16) # 13
23. Maboroshi (ま ぼろし) (2006.09.13) # 7
24. Kaze to RAINBOW / Kono Et wo Nobaseba (風 と RAINBOW / この 手 を 伸ばせ ば) (21 de febrer de 2007) # 6 - Opening 4 de MÄR.
25. Namida no Yesterday (涙 の イエスタデー) (4 de juliol de 2007) # 9 - Opening 20 del Detectiu Conan.
26. Sekai wa Mawaru to iu Keredo (世界 は まわる と 言う けれど) (14 de novembre de 2007) # 11 - Ending 26 del Detectiu Conan.
27. Yume no Hitotsu (夢 の ひとつ) (13 d'agost de 2008) # 10
28. Hyakunen no Kodoku (百 年 の 孤独) (22 d'octubre de 2008) # 6
29. Doing All Right (20 de maig de 2009) # 10 - Ending 33 del Detectiu Conan.
30. Hana wa Saito Tada Yurete (花 は 咲い て ただ 揺れ て) (19 d'agost de 2009) # 14
31. Over Drive (14 d'abril de 2010) - Ending catorzena pel·lícula del Detectiu Conan.

### DVD
- Garnet Crow first live scope and document movie (2003.03.26)
- Garnet Crow live scope 2004 Kimi to iu Hikari (君 という 光) (2004.06.16)
- "Li 5 ema anniversaire" L'Histoire de 2000 a 2005 (20/07/2005)
- Garnet Crow LIVESCOPE 2006 ~ THE TWILIGHT VALLEY ~ (26/06/07)
- Garnet Crow Special live in Ninnaji (仁 和 寺) (1908.12.17)

## Gires i concerts
- Garnet Crow LIVE TOUR 2002 ~ first live scope ~
- Garnet Crow Kouba Daigaku Rokkou Festival Special Live
- MITSUBISHI MOTORS COLT Presents FM Festival'02 Garnet Crow Special LIVE
- Garnet Crow live scope 2004 ~ Kimi to iu Hikari ~
- Thursday LIVE at hills Pankoujou "Garnet NIGHT"
- Garnet Crow live scope 2005 ~ I'm waiting 4 you & live ~
- Garnet Crow film scope 2005
- Garnet Crow premium live ~ happy 5th anniversary ~
- Garnet Crow Valentine Live 2006
- Garnet Crow livescope 2006 ~ THE TWILIGHT VALLEY ~
- Garnet Crow Special live in ninnaji
- Garnet Crow LIVESCOPE 2008 ~ Are you ready to lock on?!

## Llibres
- LIVE-Garnet Crow first live scope 2002 - (5 de febrer de 2003)
- Garnet Crow photoscope 2005 ~ 5th Anniversary ~ (21 de gener de 2005)

## Us a Detectiu Conan
El llistat d'episodis correspon a la númeració japonesa.

### Cançons d'inici (opening)
- Mysterious Eyes - Opening 7 (Episodis 168~204)
- Namida no Yesterday - Opening 20 (Episodis 475~486)
- As the Dew - Opening 28 (Episodis 565~582)
- Misty Mystery - Opening 32 (Episodis 627~641)

### Canços finals (ending)
- Natsu no Maboroshi - Ending 10 (Episodis 205~218)
- Yume Mita Ato de - Ending 14 (Episodis 266~287)
- Kimi to Iu Hikari - Ending 18 (Episodis 329~349)
- Wasurezaki - Ending 20 (Episodis 377~397)
- Sekai wa Mawaru to Yū Keredo - Ending 28 (Episodis 487~490)
- Doing all right - Ending 33 (Episodis 530~539)

### Temes per a cinema
- Over Drive - Ending de la pel·lícula 14 (El detectiu Conan: La nau perduda al cel).